# Violante Sánchez de Castilla
Violante Sánchez de Castilla (a. de 1281-después de enero de 1330) fue una dama castellana, hija ilegítima del rey Sancho IV de Castilla y de María de Meneses, señora de Ucero.
Fue señora de Ucero, Oimbra y Villamartín de Valdeorras, entre otras villas, y después de enviudar, profesó como religiosa en la Orden de Santiago, a la que entregó todas sus posesiones en 1327, y fue patrona y comendadora del monasterio de Sancti Spiritus de Salamanca.

## Orígenes familiares
Fue hija ilegítima del infante Sancho de Castilla y de María de Meneses, señora de Ucero, y era nieta por parte paterna del rey Alfonso X de Castilla y de su esposa, la reina Violante de Aragón, hija de Jaime I de Aragón, mientras que por parte materna era nieta del ricohombre Alfonso Alfonso de Meneses el Tizón y de Mayor González Girón.
Además, Violante Sánchez fue hermana o hermanastra, aunque la mayoría de los historiadores modernos aseguran esto último, de Teresa Sánchez de Castilla, que contrajo matrimonio con Juan Alfonso Téllez de Meneses, primer conde de Barcelos. Y también fue hermanastra, entre otros, del rey Fernando IV de Castilla y de los infantes Pedro y Beatriz, que llegó a ser reina consorte de Portugal por su matrimonio con Alfonso IV de Portugal.

## Biografía

### Juventud y matrimonio con Fernando Rodríguez de Castro

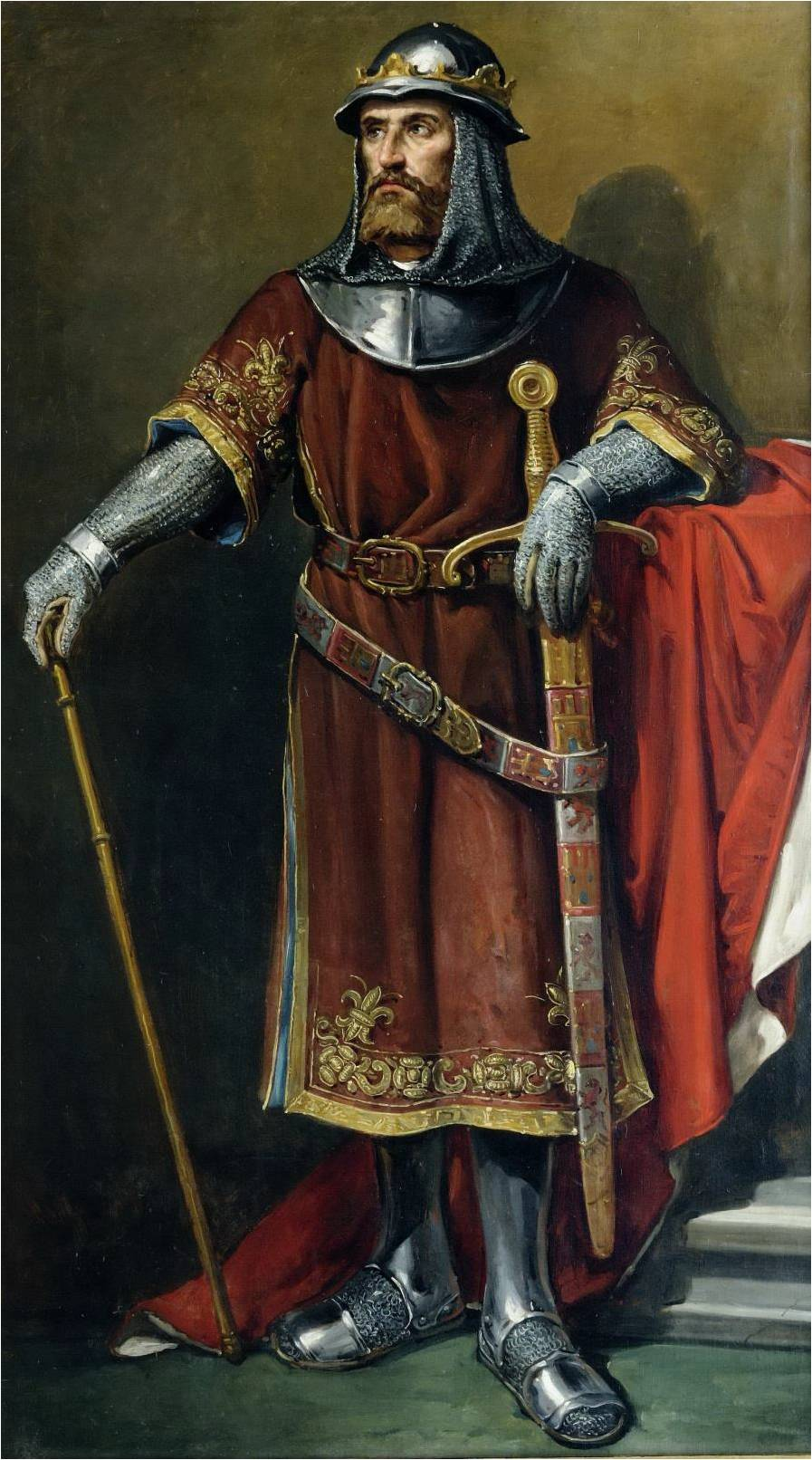
Retrato imaginario de Sancho IV de Castilla, por José María Rodríguez de Losada. (Ayuntamiento de León).

Se desconoce su fecha exacta de nacimiento, aunque debió nacer antes de 1281. Durante su infancia se crio en la corte castellana, y María de Molina, que contrajo matrimonio con su padre en 1282, fue su madrina de bautismo. Su madre, María de Meneses, que pertenecía a la alta nobleza castellana y había estado casada con Juan García de Ucero, señor de Ucero, ingresó en un convento cuando el infante Sancho contrajo matrimonio con María de Molina, nieta de Alfonso IX de León y prima segunda suya.
Algunos autores, como Antonio Benavides Fernández de Navarrete, la llamaron erróneamente María en lugar de Violante, y otros señalaron equivocadamente que en 1285 contrajo matrimonio con Fernando Rodríguez de Castro, aunque el historiador Luis de Salazar y Castro demostró, basándose en diferentes documentos, que el enlace matrimonial se llevó a cabo en 1293, según se deduce de un documento otorgado en Layosa el día 17 de abril de ese mismo año por Fernando Rodríguez de Castro, en el que revalidó la carta de arras que su padre, Esteban Fernández de Castro, había otorgado en 1291 en nombre de su hijo por ser aquel menor de edad.
En dicha carta de arras, Esteban Fernández de Castro cedió a su nuera Violante la villa y el castillo de Villamartín de Valdeorras, situados en la provincia de Orense, y los cotos de Arcos de la Condesa, Sauceda, Valladares, Gullaes, Noguera, Caldelas y Pías, que estaban situados en tierras de Santiago de Compostela y Toroño, y a los que se sumaron los estados de Ucero y de Traspinedo, en el Valle del Esgueva, que Violante Sénchez heredó de su madre, y otras posesiones que heredó de la misma en Burgos, Sahagún, Cea y Villafamor. Su esposo, Fernando Rodríguez de Castro, heredó el señorío de Lemos y otras muchas posesiones y ocupó, al igual que su padre, el cargo de pertiguero mayor de Santiago, lo que le convirtió en el noble gallego más poderoso durante los reinados de Sancho IV y Fernando IV.
En 1295 falleció su padre, Sancho IV de Castilla, y subió al trono su hermanastro Fernando IV, y en la Crónica de este rey consta que Fernando Rodríguez de Castro falleció en 1304 durante el cerco de Monforte de Lemos, mientras combatía contra el infante Felipe de Castilla, hijo de Sancho IV y hermanastro de Violante Sánchez, aunque otros autores, como Antonio López Ferreiro, argumentaron que en realidad el cerco de Lemos y la muerte de Fernando Rodríguez de Castro debieron ocurrir en 1305, basándose en el testamento que éste otorgó el día 17 de diciembre de 1305 y que fue consignado en el Tumbo B de la catedral de Santiago de Compostela.

### Viudedad y relaciones con su hijo (1305-1320)

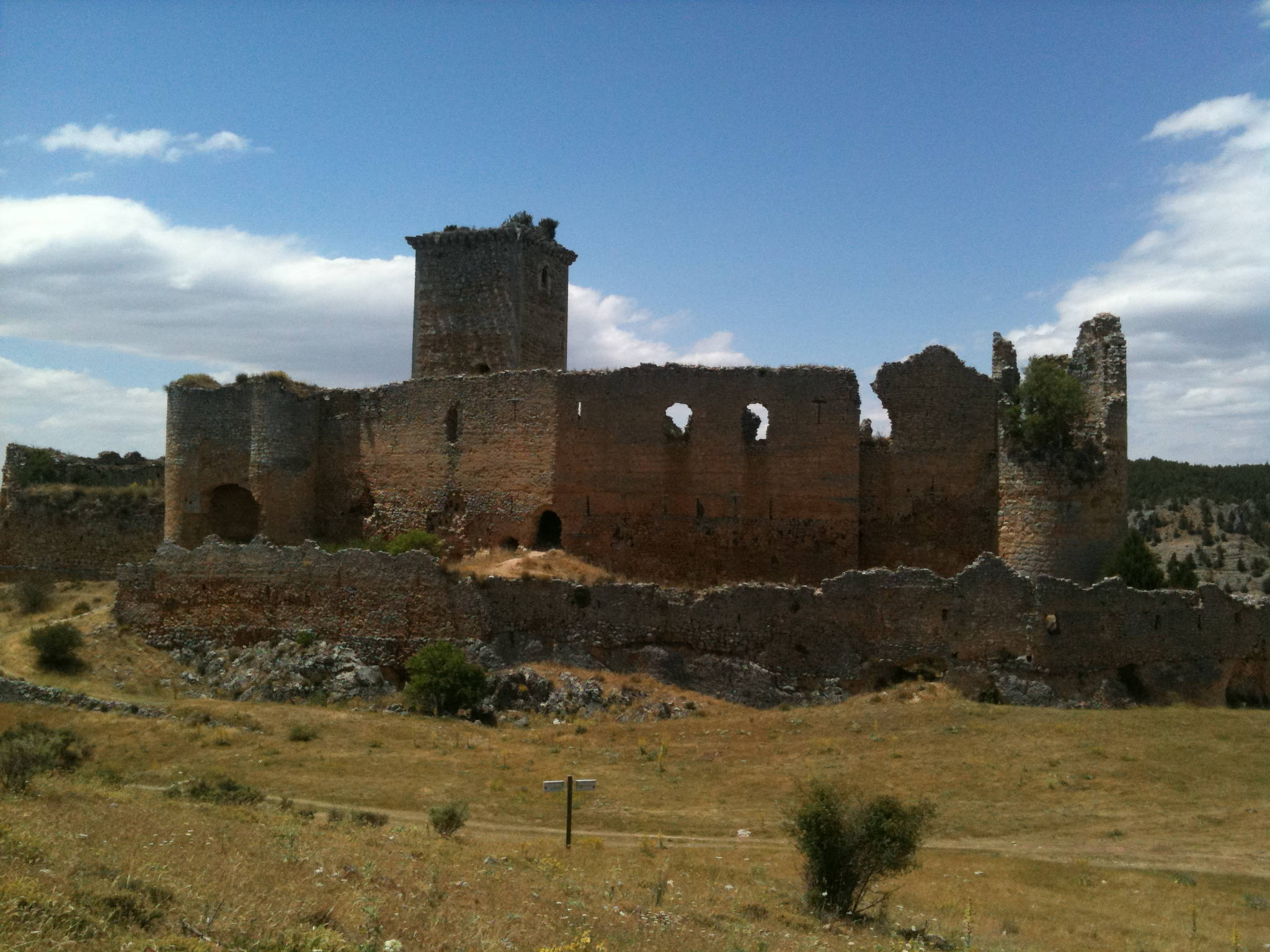
Ruinas del castillo de Ucero. (Provincia de Soria).

Tras la muerte de Fernando Rodríguez de Castro, sus bienes fueron confiscados y entregados en su mayor parte al hermanastro de Violante, el infante Felipe, que pasó a ser, entre otras cosas, señor de Lemos y Sarria, pertiguero mayor de Santiago, adelantado mayor de Galicia y comendero de la iglesia de Lugo. Y Violante Sánchez puso a su hijo mayor, Pedro Fernández de Castro, que tenía unos quince años de edad, bajo la tutela del noble gallego Lorenzo Suárez de Valladares, que gozaba, como señalan diversos historiadores, «de notables influencias en la Corte portuguesa». Y éste llevó al reino de Portugal a Pedro Fernández de Castro, a fin de evitar que fuera perseguido por el rey Fernando IV de Castilla, y lo encomendó a Martín Gil de Riba de Vizela, conde de Barcelos, alférez del rey Dionisio I de Portugal, y mayordomo de su hijo y heredero, el infante Alfonso, que educó y crio a Pedro Fernández y en 1312 le entregó el castillo de Zagala. Y el historiador Eduardo Pardo de Guevara señaló, basándose en una afirmación del capítulo CLV de la Crónica de Alfonso XI, que Pedro Fernández de Castro se crio en la Corte portuguesa junto al infante Pedro, hijo y heredero del rey Alfonso IV de Portugal, lo que dejaría una «profunda huella en su vida».
El día 9 de junio de 1305, en el municipio orensano de Oimbra, el conde de Barcelos, Martín Gil de Riba de Vizela, homenaje a Violante Sánchez por el castillo de Oimbra y por la casa de Guizón sobre las manos de Pedro Fernández de Castro, hijo mayor y heredero de Violante, que había sido confiado por ésta para que lo criase al conde de Barcelos. Y este último también reconoció en el documento donde se consignó el homenaje que tenía esos bienes en nombre de ella, que le habían sido entregados a la misma por su padre, Sancho IV, y junto con otras disposiciones menores afirmaba que el homenaje por esos bienes había sido realizado en presencia de muchos caballeros.
El día 18 de febrero de 1316, en Orense, Violante Sánchez y su hijo Pedro alcanzaron una concordia y se repartieron todos sus bienes, y acordaron que él dispondría «vitaliciamente» de todos los bienes que su madre poseía en el reino de Galicia, incluyendo todos sus heredamientos, casas, castillos, iglesias o encomiendas, y que ella disfrutaría mientras viviese de todos los bienes que su hijo tenía en el reino de León y mantendría la propiedad sobre el castillo y la villa de Villamartín de Valdeorras. Además, Violante Sánchez y su hijo se nombraron mutuamente sus herederos en caso de que uno de ellos falleciese, y acordaron que no podrían vender, enajenar o pignorar ninguno de esos bienes, y el historiador francés Charles García señaló en 2006 que esas cláusulas fueron sugeridas probablemente por Pedro Fernández de Castro, ya que de ese modo podría disponer en el futuro de los bienes de su madre.
Y el día 15 de diciembre de 1320, encontrándose en el municipio palentino de Dueñas, Violante Sánchez donó a su hijo Pedro, según consta en el folio 287 del Tumbo C de la catedral de Santiago de Compostela, todos los bienes, incluyendo castillos, casas fuertes, iglesias, patronazgos o señoríos que pudieran pertenecerle en los reinos de León y Galicia por donación de su padre, Sancho IV, por las arras y donaciones de su difunto esposo, Fernando Rodríguez de Castro, o por lo que pudiera corresponderle de la herencia de su madre, María de Meneses, y de su hermano, Juan García, aunque no hay constancia de que Violante Sánchez tuviera un hermano llamado así. Y de ese modo, Pedro Fernández de Castro comenzó a recuperar algunos de los bienes que habían pertenecido a su padre, aunque sería el rey Alfonso XI quien le devolvería la mayor parte de los mismos junto con otros cargos, a lo largo de su reinado.

### Violante Sánchez y el monasterio de Sancti Spiritus de Salamanca (1325-1327)

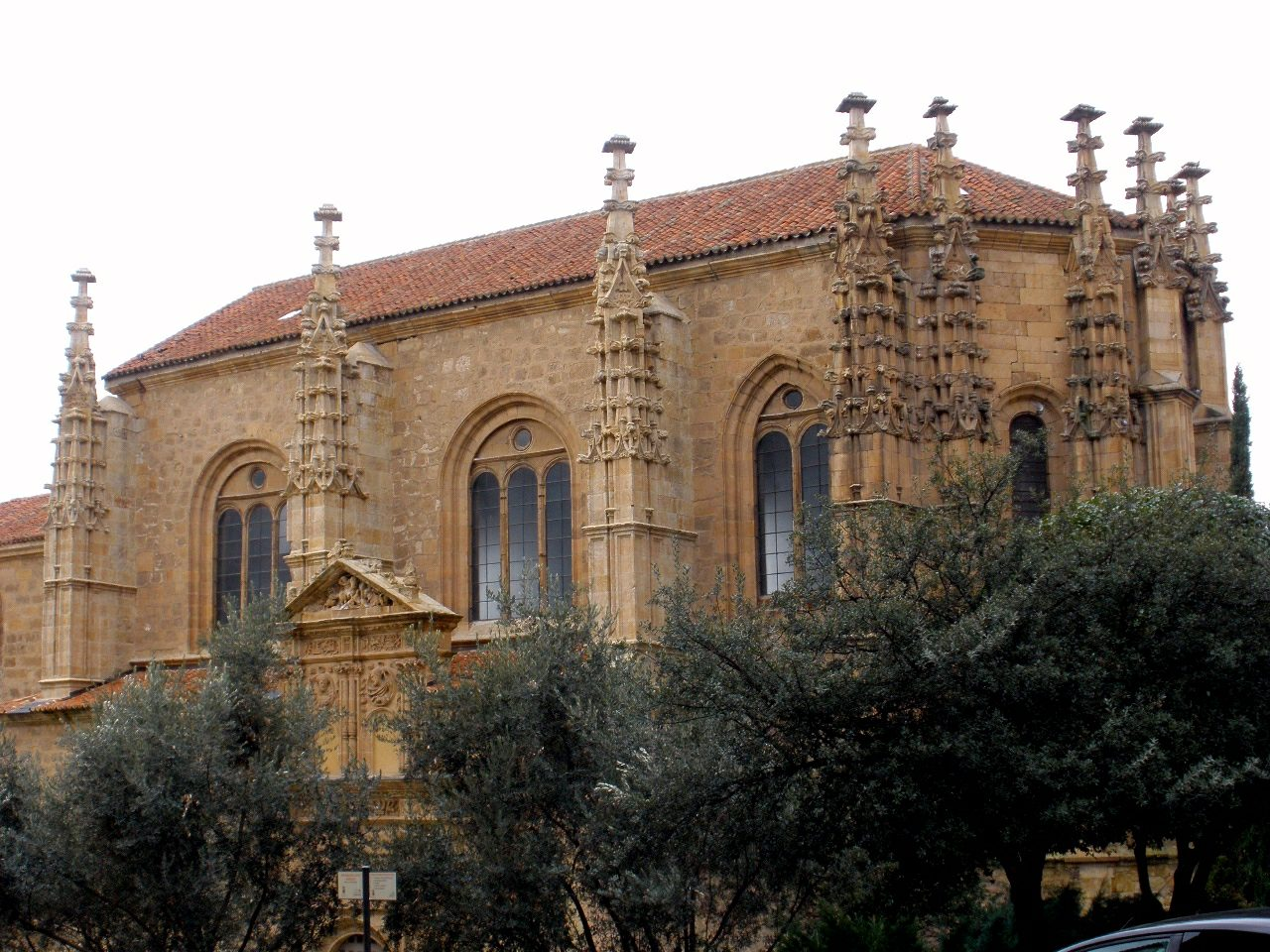
Exterior de la iglesia de Sancti Spiritus de Salamanca.

En 1325 Violante Sánchez de Castilla comenzó a ejercer el patronazgo, a pesar del descontento de los maestres de la Orden de Santiago y de las propias monjas del monasterio, que reivindicaban su derecho a elegir su propia comendadora, sobre el monasterio de Sancti Spiritus de Salamanca, que era una de las dos fundaciones hospitalarias más destacadas que la Orden de Santiago poseía en el reino de León, seguida por la villa y el castillo de Castrotorafe, un municipio despoblado situado en la actual provincia de Zamora. Y el historiador Charles García señaló que el hecho de que Violante Sánchez prefiriera profesar como religiosa en la Orden de Santiago y no en una orden mendicante pudo ser debido a su interés por conseguir poder político, económico y social merced a la tenencia de alguna de las encomiendas de esa Orden, y también posiblemente por la flexibilidad de la institución, ya que las religiosas no estaban obligadas a vivir enclaustradas.
María Echániz Sans señaló en 1991 que el patronazgo sobre el monasterio salmantino de Sancti Spiritus fue ejercido entre 1268 y 1379 por cuatro mujeres, siendo la primera de ellas María Méndez de Sousa, fundadora del monasterio y esposa de Martín Alfonso de León, hijo ilegítimo del rey Alfonso IX de León. Y las otras tres fueron la reina María de Molina, Violante Sánchez de Castilla y la reina Juana Manuel de Villena, esposa de Enrique II de Castilla e hija del célebre magnate Don Juan Manuel. Y aunque los reyes de Castilla no donaron al monasterio ninguna posesión, le confirmaron sus privilegios en varias ocasiones y lo protegieron durante sus conflictos con la Orden de Santiago o con el concejo de la ciudad de Salamanca.
Charles García también señaló que fue la propia Violante la que solicitó al papa Juan XXII que le confiara la administración del monasterio de Sancti Spiritus de Salamanca y el de otras encomiendas santiaguistas, y mediante dos documentos emitidos el día 13 de noviembre de 1325 en Aviñón, dicho papa encomendó al arzobispo de Toledo, Juan de Aragón, que concediera el hábito de la Orden de Santiago a Violante Sánchez de Castilla, el gobierno del monasterio de Sancti Spiritus de Salamanca, y el de otras encomiendas de la Orden de Santiago, lo que vendría a ratificar, en opinión de dicho historiador, una «situación de hecho». Y durante el breve periodo en que ejerció el patronazgo sobre el monasterio de Sancti Spiritus, Violante Sánchez continuó solicitando al papa que le confiara la administración de otras propiedades de la Orden de Santiago que le permitieran aumentar sus rentas, ya que las procedentes de Sancti Spiritus ascendían solamente a 300 florines anuales, y que seguramente, como señaló Charles García, serían insuficientes para ella, por lo que solicitó al pontífice que le concediera la dirección de la encomienda de Puerto y la administración de las propiedades que la Orden de Santiago poseía en Toro y en las diócesis de Astorga y Zamora, que podrían reportarle una renta anual de 750 florines.
Y en un documento emitido también el día 13 de noviembre de 1325 en Aviñón, el papa Juan XXII encomendó al arzobispo de Toledo que siguiera la causa o pleito que mantenían Violante Sánchez y el obispo de Osma, Juan Pérez de Ascarón, por la posesión del señorío de Ucero, que pertenecía legalmente a ella por la herencia de su madre y había sido ocupado y retenido ilegalmente por dicho obispo, según ella, desde que aquel lo compró el día 23 de mayo de 1302 por 300.000 maravedís, y junto con otras propiedades, a los albaceas de Juan García de Villamayor, según consta en la escritura de venta publicada en el tomo II de las Memorias de Fernando IV de Castilla. Pero a pesar de lo anterior, Violante continuó considerándose propietaria del señorío y en 1327 lo donó, junto con el resto de sus posesiones, a la Orden de Santiago, a pesar de que el señorío de Ucero perteneció desde 1302 definitivamente a los obispos de Osma.
Y pocos días después, el 29 de noviembre de 1325, el papa Juan XXII encomendó al arcediano de Valderas, del obispado de León, la causa de apelación que Violante Sánchez, a la que se refieren en el documento como «patrona» del monasterio de Sancti Spiritus de Salamanca, había presentado contra Fernando Rodríguez, prior del convento de San Marcos de León, que la había llevado a juicio por causa de la trecésima parte de las rentas que el monasterio salmantino de Sancti Spiritus supuestamente debía entregar, en concepto de diezmo, a dicho convento leonés.

Emblema de la Orden de Santiago.

En esta época, como señaló el heraldista Faustino Menéndez Pidal de Navascués, Violante Sánchez usaba un sello personal en cuyo centro aparecían las armas de su marido, los seis roeles de la casa de Castro, circundados por ocho castillos y leones colocados en los lóbulos exteriores, tal vez por su condición de ser hija ilegítima del rey Sancho IV. Y en dicho sello, que fue dibujado en el siglo XVII por el genealogista e historiador Luis de Salazar y Castro en sus Pruebas de la Historia de la Casa de Lara, también aparecía la leyenda «+ S. DOÑA VIOLANTE FIJA DEL REY DON SANCHO».
El día 30 de mayo de 1326, en el municipio ciudadrealeño de Campo de Criptana, Violante Sánchez renunció al hábito de la Orden de Santiago y a la administración del monasterio de Sancti Spiritus de Salamanca y de las otras encomiendas santiaguistas que le habían sido concedidas por el papa Juan XXII, entre las que se incluían todo lo que la orden poseía en Toro y en los obispados de Astorga y de Zamora. Y al hacerlo alegó desconocer que todo ello atentaba, a pesar de las disposiciones del pontífice, «contra la constituçion e estableçimiento e ordenamiento» de la Orden de Santiago, es decir, contra sus reglas y constituciones. Y a continuación, Violante Sánchez aceptó el hábito de dicha orden de manos del maestre García Fernández, a quien se comprometió a obedecer en el futuro como a su maestre y señor.
Y un año después, el día 27 de diciembre de 1327, Violante Sánchez entregó a la Orden de Santiago y a su maestre Vasco Rodríguez de Coronado todos los bienes y derechos que poseía, entre los que se incluían los señoríos y castillos de Ucero y Villamartín de Valdeorras, numerosos cotos en Galicia, sus tierras en Burgos, las que heredó de su madre en Soria y Valladolid, y todas sus restantes posesiones en los reinos de Castilla, León y Portugal, disponiendo además que todos esos bienes podrían ser entregados, vendidos, empeñados, cambiados o enajenados por dicha Orden, ya que para ser admitida en ella le era necesario renunciar a todos sus bienes personales.
Y el día 27 de diciembre de 1327 Violante Sánchez también otorgó al maestre de Santiago y a sus sucesores al frente de la Orden una «carta de personería» o poder general para que pudieran representarla en cualquier acto jurídico, en los juicios eclesiásticos o seculares, y también para que pudieran pleitear por ella o en su nombre y defenderla, junto con otras disposiciones menores sobre esa autorización general, en la que mandó estampar su sello.

### Testamento y muerte (1330)

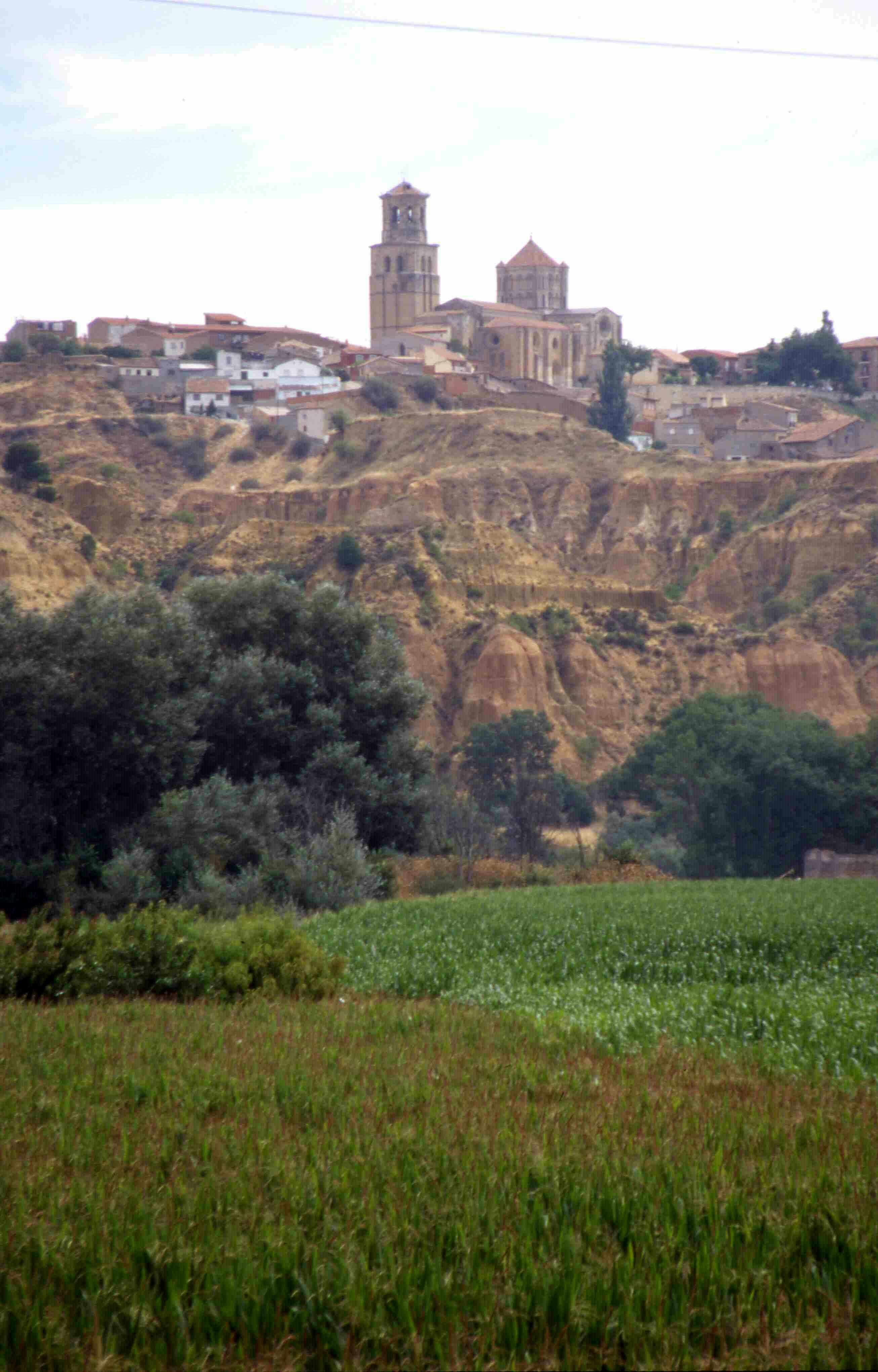
Vista de la ciudad de Toro y de su colegiata. (Provincia de Zamora).

El día 24 de enero de 1330 Violante Sánchez otorgó testamento, y en él disponía todo lo relativo para que sus albaceas abonasen sus deudas y cobrasen otras, legaba diversas cantidades y otros bienes y enseres a numerosas personas, y solicitaba al maestre de Santiago que permitiera que su cadáver recibiera sepultura en el monasterio de San Francisco de Toro, al que legó diversos bienes y objetos y a cuyos frailes destinó una suma de doscientos maravedís para una «pitanza». Y el historiador Charles García también destacó el hecho de que no encargara que se dijeran misas por su alma, lo que contrastaba, por ejemplo, con lo dispuesto por su madrastra, la reina María de Molina, que había encargado en su testamento 10 000 misas cantadas por la suya, y subrayó que el testamento de Violante Sánchez permite conocer sus pensamientos íntimos, sus relaciones sociales, y el funcionamiento del mundo de la alta nobleza castellana en la época de Sancho IV y de su nieto Alfonso XI, que reinaba en aquellos momentos en Castilla.
Al principio del testamento Violante Sánchez declaraba que estaba «en mio sano seso e en mía sana memoria», lo cual era un requisito indispensable para poder testar, y encomendaba su alma a Jesucristo, a la Virgen María, a Santa María Magdalena y al apóstol Santiago, al tiempo que disponía lo siguiente sobre su sepultura:

Otrosí mando que mios terçieros que compren un ataúd en que (mando que me) metan (e en que me entierren e que la cubran de panno) de bruneta con sus çintas e con su pregadura e con las armas de Santiago puestas so(bre el panno del ataúd. É) mando que echen sobre la fuesa du me enterraren una piedra que yaga igual con la terra e enssomo de la piedra que pongan las armas de Santiago figu(radas en un petafee en que diga así: « Aquí) yas donna Violante fija del muy nobre rey don Sancho e de donna Maria Alfonso (señora que) fue de Osero.

En su testamento, Violante Sánchez entregó nuevamente todos sus bienes a la Orden de Santiago, solicitó a su maestre que hiciera cumplir sus últimas voluntades, anuló todos los testamentos o codicilos que hubiera otorgado hasta entonces, y mencionó la herencia que había recibido de sus padres, aunque no los bienes que había recibido de su esposo, Fernando Rodríguez de Castro, lo que llevó al historiador Charles García a señalar que el hijo mayor de Violante, Pedro Fernández de Castro, no intentó impedir que los bienes de su familia fueran a parar a manos de la Orden de Santiago. Y el día 29 de enero de 1330, cinco días después de haber otorgado testamento, añadió una cláusula al mismo en el que también designaba como albacea a su sobrina María de Portugal, esposa de Alfonso XI de Castilla, a la que rogaba que respetase e hiciese cumplir sus últimas voluntades. Además, Charles García también señaló que el hecho de que el cura de la iglesia de San Julián de los Caballeros de Toro fuera mencionado en el testamento podría indicar que Violante Sánchez residió en la ciudad de Toro al final de su vida.
Se desconoce su fecha exacta de defunción, aunque debió morir después de enero de 1330.

## Sepultura
El cadáver de Violante Sánchez de Castilla, contraviniendo lo dispuesto en su testamento, recibió sepultura el monasterio de Sancti Spiritus de Salamanca, según afirmaron los historiadores Ricardo del Arco, Gil González Dávila y Bernardo Dorado, aunque este último especificó que fue sepultada en la iglesia del monasterio, donde también fueron enterrados Martín Alfonso de León, hijo ilegítimo del rey Alfonso IX de León, y su esposa, María Méndez de Sousa.

## Matrimonio y descendencia
Fruto de su matrimonio con Fernando Rodríguez de Castro, señor de Lemos y Sarria, nacieron dos hijos:
- Pedro Fernández de Castro (m. 1343). Señor de Lemos, Monforte y Sarria. Ocupó numerosos cargos, como el de mayordomo mayor del rey Alfonso XI, adelantado mayor de la frontera de Andalucía, y pertiguero mayor de Santiago,[66] y fue uno de los señores castellanos más poderosos durante el reinado de Alfonso XI, que le concedió numerosas mercedes.[19]
- Juana Fernández de Castro.[67] Contrajo matrimonio hacia 1314 con Alfonso de Valencia,[68] hijo del infante Juan de Castilla el de Tarifa y de Margarita de Montferrato.[69]